# Olaf Lindenbergh
Olaf Lindenbergh (*6. února 1974 Purmerend, Nizozemsko) je bývalý nizozemský fotbalový záložník.

## Klubová kariéra
Lindenbergh začal svou profesionální kariéru v nizozemském klubu De Graafschap v roce 1994. Jeho kariéra začala opravdu výborně a díky tomu si vysložil i pozvánku do národního týmu do 21 let. Za De Graafschap odehrál téměř 160 zápasů.
V sezóně 1999/00 odešel do dalšího klubu AZ Alkmaar. V Alkmaaru se mu opět velmi dařilo a byl jedním z klíčových hráčů, kteří pomohli AZ probojovat se až do semifinále poháru UEFA. Jeho dobrých výkonů si všiml i někdejší trenér Ajaxu Danny Blind. Zanedlouho Lindenbergh podepsal v Amsterdamu smlouvu.